# Cabo Verde, Minas Gerais
Cabo Verde este un oraș în unitatea federativă Minas Gerais (MG), Brazilia.